# Mekedes Alemeshete
Mekedes Alemeshete Yadeti (amharisch መቄደስ አለምሼተ ያዴቲ; * 30. März 2006) ist eine äthiopische Leichtathletin, die sich auf den Langstreckenlauf spezialisiert hat.

## Sportliche Laufbahn
Erste internationale Erfahrungen sammelte Mekedes Alemeshete bei den Crosslauf-Afrikameisterschaften 2024 in Hammamet, bei denen sie nach 21:03 min auf den vierten Platz im U20-Rennen gelangte. Anschließend siegte sie in 14:36,70 min im 5000-Meter-Lauf bei der Diamond League Shanghai und sicherte sich im August bei den U20-Weltmeisterschaften in Lima in 14:57,44 min die Silbermedaille.

## Persönliche Bestzeiten
- 1500 Meter: 4:10,10 min, 4. Juni 2023 in Hengelo
- 3000 Meter: 8:36,71 min, 2. September 2023 in Xiamen
  - 3000 Meter (Halle): 8:46,70 min, 15. Februar 2023 in Liévin
- 5000 Meter: 14:36,70 min, 27. April 2024 in Suzhou
- 10.000 Meter: 31:47,09 min, 14. Juni 2024 in Nerja
- 5 km Straßenlauf: 15:38 min, 9. Dezember 2023 in Khobar
- 10 km Straßenlauf: 31:57 min, 18. November 2023 in Lille